# 拉斯托
拉斯托（法語：Rasteau，法語發音：[ʁasto]）是法国普罗旺斯-阿尔卑斯-蓝色海岸大区沃克吕兹省的一个市镇，属于卡庞特拉区。

## 地理
拉斯托（44°13'49"N, 4°59'13"E）面积18.81 平方千米，位于法国普罗旺斯-阿尔卑斯-蓝色海岸大区沃克吕兹省，该省份为法国东南部内陆省份，北起德龙省，西北接阿尔代什省，西接加尔省，南至罗讷河口省，东南角与瓦尔省接壤，东临上普罗旺斯阿尔卑斯省。
与拉斯托接壤的市镇（或旧市镇、城区）包括：比松、凯拉讷、罗艾克斯、萨布莱、圣罗芒德马勒加德、塞居雷、维奥莱斯。

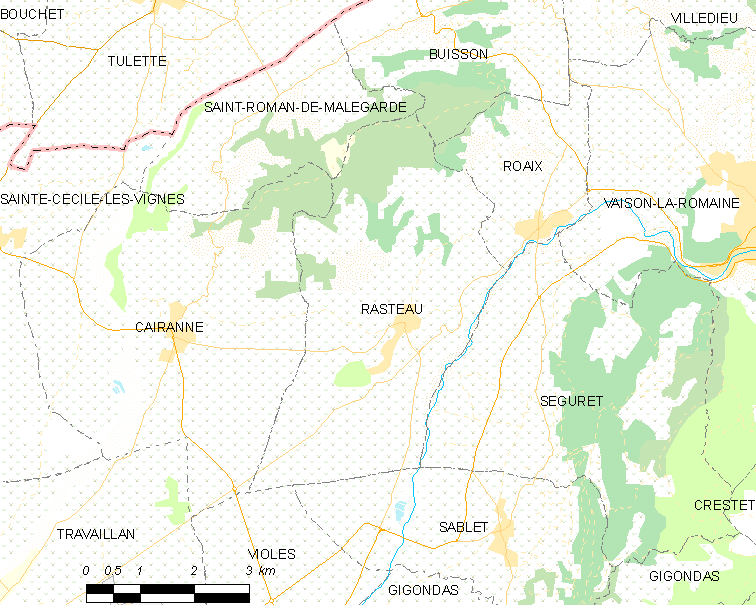
拉斯托的OSM定位图

拉斯托的时区为UTC+01:00、UTC+02:00（夏令时）。

## 行政
拉斯托的邮政编码为84110，INSEE市镇编码为84096。

## 政治
拉斯托所属的省级选区为韦松拉罗迈讷县。

## 人口

1962-2008年间拉斯托人口变化图示

拉斯托于2022年1月1日时的人口数量为791人。